# Visjera (Maly Volchovets)

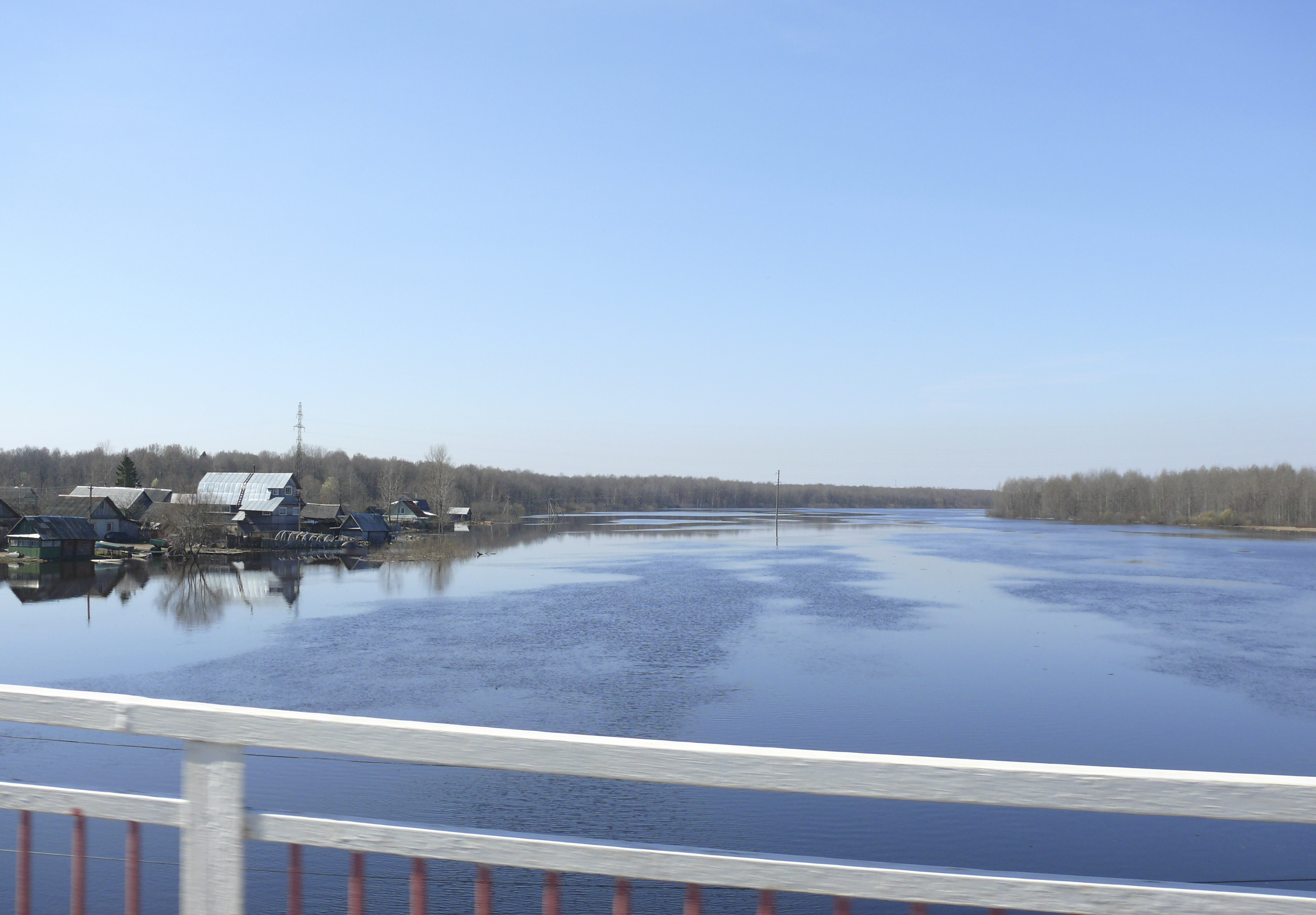
De Visjera bij het dorpje Savino

De Visjera (Russisch: Вишера) is een rivier die stroomt door de Russische oblast Novgorod.
De lengte van de rivier is 73 kilometer. De Visjera begint waar de Bolsjaja Visjera (Grote Visjera) en de Malaja Visjera (Kleine Visjera) samenkomen. Het is een zijrivier van de Maly Volchovets (Russisch: Малый Волховец), die op haar beurt weer een zijrivier is van de Volchov.
Bij het begin van Visjera ligt de stad Malaja Visjera. Tien kilometer ten oosten van Novgorod stroomt de Visjera in de Maly Volchovets.